# 1390 Abastumani
1390 Abastumani је астероид са пречником од приближно 101,58 .
Афел астероида је на удаљености од 3,527 астрономских јединица (АЈ) од Сунца, а перихел на 3,337 АЈ.
Ексцентрицитет орбите износи 0,027, инклинација (нагиб) орбите у односу на раван еклиптике 19,988 степени, а орбитални период износи 2322,670 дана (6,359 година).
Апсолутна магнитуда астероида је 9,40 а геометријски албедо 0,029.
Астероид је откривен 3. октобра 1935. године.